# Łukasz Jasina
Łukasz Maciej Jasina (ur. 24 lutego 1980 w Hrubieszowie) – polski historyk, dziennikarz, publicysta, filmoznawca, analityk, komentator w mediach, w latach 2021–2023 rzecznik Ministerstwa Spraw Zagranicznych.

## Życiorys
Absolwent Liceum Ogólnokształcącego im. ks. Stanisława Staszica w Hrubieszowie (1999). W latach 1996–1999 był stypendystą Krajowego Funduszu na rzecz Dzieci. Absolwent prawa (2004), historii (2005) i dziennikarstwa (2005) Katolickiego Uniwersytetu Lubelskiego oraz Collegium Invisibile (2006). Stopień naukowy doktora uzyskał na podstawie rozprawy pt. Zmierzch Imperium Brytyjskiego w niektórych filmach Davida Leana. Studium historyczno-filmoznawcze w Instytucie Sztuki Polskiej Akademii Nauk w 2011 (promotor: Wiesław Juszczak). Był pracownikiem naukowym m.in.: Instytutu Europy Środkowo-Wschodniej w Lublinie, Instytutu Dziennikarstwa i Komunikacji Społecznej Katolickiego Uniwersytetu Lubelskiego (2012–2014), Muzeum Historii Polski w Warszawie. Następnie analityk w Polskim Instytucie Spraw Międzynarodowych (m.in. sekretarz redakcji „Polskiego Przeglądu Dyplomatycznego”). Stypendysta Harvard Ukrainian Research Institute (2009), Petro Jacyk Center (2012), Fundacji Kościuszkowskiej (2009), Fundacji z Brzezia Lanckorońskich (2008), visiting professor na University of Toronto. Członek Collegium Invisibile. Należał do współzałożycieli tygodnika internetowego „Kultura Liberalna”, gdzie był szefem Działu Wschodniego, członkiem redakcji oraz publicystą. Był też członkiem zespołu „Res Publica Nowa“ oraz redaktorem miesięcznika „Newsweek Historia”. Jest stałym współpracownikiem pisma „Nowa Europa Wschodnia“, „New Eastern Europe“ oraz portalu eastbook.eu i dzieje.pl. Publicysta „Teologii Politycznej”. Od 2018 prowadzący wstępy filmowe przed seansami „Czwartkowego Klubu Filmowego”, „Wieczoru Kinomana” w TVP Kultura, prowadzący „Wieczoru Literackiego” Radia Dla Ciebie i audycji „Lucky Luke czyli Jasina i Adamski o filmie i nie tylko”. Gospodarz „Klubu Trójki” w 3 Programie Polskiego Radia i audycji „W kinie w Lublinie” (Polskie Radio Lublin). Dyrektor Artystyczny „Tykocińskiej Akademii Kresów” w Tykocinie.
1 września 2021 powołany na stanowisko rzecznika prasowego Ministerstwa Spraw Zagranicznych. W maju 2023 został zawieszony w pełnieniu obowiązków, w październiku tego samego roku przestał je wykonywać. W grudniu 2023 w rozmowie z Dominiką Wielowieyską potwierdził, że jest gejem o poglądach konserwatywnych.
W wywiadzie z Moniką Jaruzelską przyznał, że od wyborów 2015 regularnie głosuje na Prawo i Sprawiedliwość. W 2024 bez powodzenia kandydował w wyborach samorządowych na radnego rady miejskiej w Hrubieszowie.

## Publikacje
- Polacy i Żydzi w czasie II wojny światowej w "Polin. Studies in Polish Jewry", Lublin: Instytut Europy Środkowo-Wschodniej 2006, ISBN 83-60695-05-9
- (redakcja) Aktualność przesłania paryskiej "Kultury" w dzisiejszej Europie. Zbiór studiów, red. Łukasz Jasina, Jerzy Kłoczowski, Andrzej Gil, Lublin: Towarzystwo Instytutu Europy Środkowo-Wschodniej 2007, ISBN 978-83-85854-90-6
- Wyzwolenie (1968–1975) Jurija Ozierowa jako prezentacja oficjalnej wersji historii II wojny światowej w kinematografii radzieckiej, Lublin: Instytut Europy Środkowo-Wschodniej 2007, ISBN 978-83-60695-09-8
- Emigracja z ZSRR i krajów postradzieckich do Izraela w latach 1989–2008: zakres i oddziaływanie, Lublin: Instytut Europy Środkowo-Wschodniej 2008, ISBN 978-83-60695-18-0
- Zakorzeniony kosmopolita. Ihor Szewczenko w rozmowie z Łukaszem Jasiną, Lublin: Instytut Europy Środkowo-Wschodniej 2010, ISBN 978-83-60695-51-7
- (redakcja) Syci Polacy patrzą na Ukrainę, red. Łukasz Jasina, Warszawa: Kultura Liberalna 2015, ISBN 978-83-940356-3-1